# Яранов, Валериан Иванович
Валериа́н Ива́нович Яра́нов (14 ноября 1912, Эсяново (Виловатовское сельское поселение), Козьмодемьянский уезд, Казанская губерния, Российская империя — 12 апреля 2000, Виловатово, Горномарийский район, Марий Эл, Россия) — горномарийский советский деятель сельского хозяйства, агроном. Заслуженный агроном Марийской АССР (1960). Участник Великой Отечественной войны. Член ВКП(б) с 1941 года. Кавалер 2-х орденов Отечественной войны и 2-х орденов «Знак Почёта».

## Биография
Родился 14 ноября 1912 года в деревне Эсяново ныне Горномарийского района Марий Эл в семье крестьян-середняков.
В своей родной деревне окончил 3 класса, затем учился в Еласовской школе Козьмодемьянского уезда, семилетнюю школу окончил в Козьмодемьянске. В 1932 году окончил Нартасский сельскохозяйственный техникум Мари-Турекского района Марийской АССР. Работал агрономом в колхозе «Сила» родного Горномарийского района.
В 1935 году призван в РККА, где прослужил до 1937 года на флоте.
В 1937 году был направлен агрономом в семеноводческий колхоз «Аврора», с 1941 года — в Еласовскую машинно-тракторную станцию Горномарийского района МАССР.
В 1941 году вступил в ВКП(б).
В январе 1942 года вновь призван в Красную армию. Участник Великой Отечественной войны: с января по март 1942 года проходил учёбу в Волжской флотилии в Ярославле, наводчик, командир орудия 36-й запасной стрелковой бригады отдельного истребительно-противотанкового дивизиона, затем — командир башни МБК-518 55-й бригады шхерных кораблей на Балтийском флоте, старшина 1-й статьи. В наградном листе ордена Отечественной войны II степени от 18 апреля 1943 года записано: «В тяжёлых условиях, при наличии минных полей и глубокого снега, под ураганным огнём противника на руках выкатывал орудие на расстояние 150—200 м от действующих огневых точек противника; прямой наводкой уничтожил 2 огневые точки и укреплённую землянку. Будучи ранен, отказался оставить пост и продолжал работать, не снижая темпа огня своего орудия». Был участником обороны Ленинграда на легендарном ледоколе «Ермак», боёв на Синявинских высотах, освобождения острова Саарема, за что был награждён медалью Ушакова, также в Финском заливе освобождал острова Лавенсари, Гогланд. Был трижды ранен. Демобилизовался из армии в декабре 1945 года. Награждён орденами Отечественной войны II и I степени, Красной Звезды и медалями.
После демобилизации вернулся на родину: агроном в хозяйствах родного района, в 1950—1953 годах — председатель колхоза «Сила», в 1960—1962 годах — председатель колхоза имени Мичурина, в 1955—1960 годах — главный агроном и директор Еласовской МТС, в 1965—1973 годах — председатель Виловатовского сельсовета Горномарийского района Марийской АССР.
В 1960 году ему присвоено звание «Заслуженный агроном Марийской АССР». За хорошую организаторскую работу и высокие урожаи награждён орденом «Знак Почёта» (дважды), медалями и трижды – Почётной грамотой Президиума Верховного Совета Марийской АССР.
Скончался 12 апреля 2000 года в деревне Виловатово Горномарийского района Марий Эл.

## Звания и награды

### Трудовые
- Заслуженный агроном Марийской АССР (1960)[1]
- Орден «Знак Почёта» (1951, 1971)[1]
- Медаль «За доблестный труд. В ознаменование 100-летия со дня рождения Владимира Ильича Ленина» (1970)[1]
- Почётная грамота Президиума Верховного Совета Марийской АССР (1941, 1952, 1957)[1]

### Боевые
- Орден Отечественной войны I степени (06.04.1985)[5]
- Орден Отечественной войны II степени (18.04.1943)[4]
- Орден Красной Звезды (30.01.1943)[4]
- Медаль Ушакова (СССР) (14.12.1944)[6]
- Медаль «За победу над Германией в Великой Отечественной войне 1941—1945 гг.» (09.05.1945)[4]

## Память
Фотодокументальные материалы из личного архива агронома В. И. Яранова ныне хранятся в Краеведческом музее имени Н. Игнатьева в деревне Чаломкино Горномарийского района Марий Эл. 